# Bazylika Eufrazjusza w Poreču
Bazylika Eufrazjusza  (chorw. Eufrazijeva bazilika) – bazylika w Poreču w Chorwacji, w 1997 roku wpisana na listę światowego dziedzictwa UNESCO.
Obecny budynek wzniesiono w VI wieku n.e. na miejscu kościoła z V wieku i wcześniejszej, mniejszej bazyliki z IV stulecia. Mozaiki pierwotnych budowli wciąż są widoczne w północnej nawie. Bazylika stanowi jeden z najlepiej zachowanych przykładów sztuki bizantyńskiej w Chorwacji. We wnętrzu, oprócz wczesnobizantyjskich mozaik przedstawiających sceny biblijne, znajdują się także dekoracje z XVI wieku. Cyborium nad głównym ołtarzem pochodzi natomiast z końca XIII wieku.